# CERA
Il CERA (acronimo di Continuous Erythropoietin Receptor Activator, "attivatore continuo del recettore dell'eritropoietina") è un farmaco utilizzato dal 2007 sui pazienti con insufficienza renale e costretti all'emodialisi. Dal 2008 è assurto agli onori delle cronache sportive perché utilizzato da alcuni ciclisti come doping. Inizialmente difficile da trovarsi nelle analisi, è anche conosciuto come EPO di terza generazione (ove la Dynepo è quella di seconda).

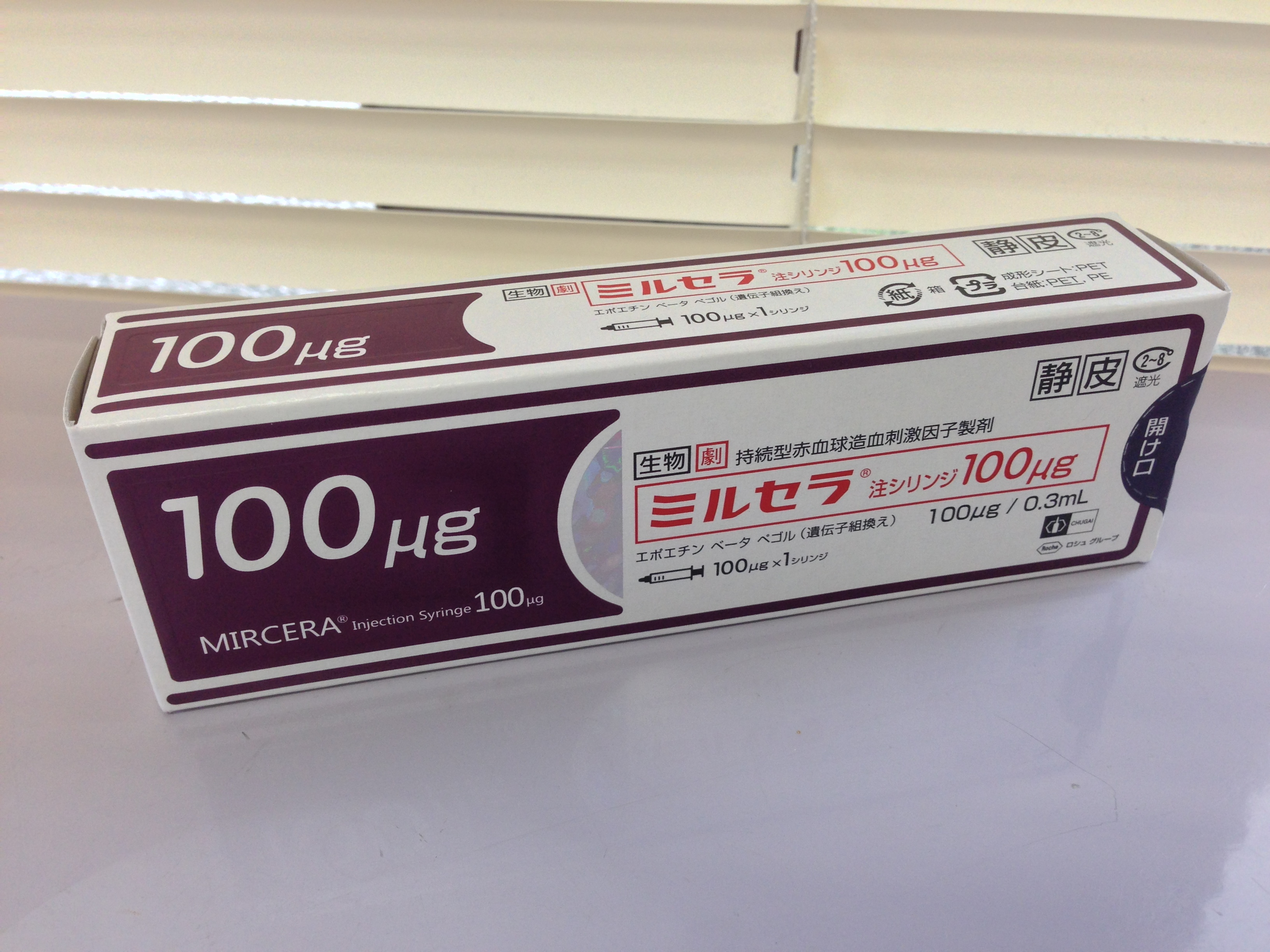
MIRCERA

## Caratteristiche del farmaco
Si tratta di una molecola di eritropoietina alla quale è aggiunta una lunga catena proteica, che porta il suo peso a essere quasi il doppio della molecola standard. Per queste peculiarità, la sua emivita è molto lunga: ciò permette di allungare gli intervalli di somministrazione, arrivando fino a una volta al mese.

## Il CERA come doping
Il CERA in ambito sportivo è genericamente conosciuto come EPO di terza generazione ed è incluso nell'elenco delle sostanze proibite dell'UCI, federazione internazionale del ciclismo.
L'organizzazione del Tour de France il 17 luglio 2008 ha comunque escluso dalla competizione il ciclista italiano Riccardo Riccò, a seguito della positività a un controllo effettuato dopo la tappa dell'8 luglio, successivamente alla quale lo scalatore modenese aveva vinto due tappe di montagna e si era aggiudicato il primato nelle classifiche della maglia bianca (classifica dei giovani under 25) e della maglia a pois (classifica del gran premio della montagna).
Il 5 agosto successivo l'UCI ha comunicato la positività di Emanuele Sella a questa sostanza, riscontrata durante un controllo a sorpresa effettuato il 23 luglio. Il 6 ottobre è stato comunicato che, a seguito di ulteriori controlli resi possibili dal miglioramento delle tecniche per la sua individuazione, anche Stefan Schumacher e Leonardo Piepoli l'avevano assunto durante il Tour de France 2008. Il 13 ottobre è stata comunicata la positività del terzo classificato del Tour, Bernhard Kohl. Il 25 gennaio 2009 il Tribunale Nazionale Antidoping italiano ha inflitto al ciclista Piepoli una squalifica di due anni.
Il 28 aprile 2009 il ciclista Davide Rebellin, medaglia d'argento nella prova su strada, è risultato positivo ai test ulteriori disposti dal CIO sui campioni prelevati ai Giochi della XXIX Olimpiade di Pechino. Il 22 luglio è stata ufficializzata la positività di Danilo Di Luca al CERA al Giro d'Italia 2009. Di Luca aveva concluso la corsa rosa al secondo posto.

### Elenco ciclisti trovati positivi al CERA
L'ormai famoso laboratorio di Châtenay-Malabry del WADA (World Anti-Doping Agency ) ha riscontrato la positività al CERA nei seguenti casi:
1. Emanuele Sella (Giro d'Italia 2008) - aveva vinto tre tappe
2. Riccardo Riccò (Tour de France 2008) - aveva vinto due tappe (Super Besse e Bagnères de Bigorre)
3. Leonardo Piepoli (Tour de France 2008) - aveva vinto una tappa (Hautacam)
4. Bernhard Kohl (Tour de France 2008) - aveva vinto la maglia a pois
5. Davide Rebellin (Giochi della XXIX Olimpiade) - aveva vinto la medaglia d'argento
6. Stefan Schumacher (Tour de France 2008 e Giochi della XXIX Olimpiade)
7. Danilo Di Luca (Giro d'Italia 2009) - aveva vinto due tappe e si era classificato 2º
8. Vania Rossi (Campionato italiano di ciclocross 2009)

### Gli atleti positivi al CERA ai Giochi della XXIX Olimpiade
Lo stesso laboratorio di Chatenay-Malabry ad aprile 2009 ha reso noti i risultati sugli 848 campioni di sangue congelati ai Giochi della XXIX Olimpiade di Pechino 2008, riscontrando i seguenti sei casi di "non negatività" al CERA.
1. Rashid Ramzi - aveva vinto la medaglia d'oro nei 1500 metri
2. Davide Rebellin - aveva vinto la medaglia d'argento nella prova in linea di ciclismo su strada
3. Stefan Schumacher - ciclismo su strada
4. Athanasia Tsoumeleka - aveva vinto l'oro nei 20 km di marcia ad Atene 2004
5. Vanja Perisic - atletica leggera
6. Yudelquis Contreras - sollevamento pesi, ma le controanalisi hanno smentito l'effettiva positività (primo e unico caso finora di "capovolgimento" del primo risultato[2]).